# NGC 7075
NGC 7075 é uma galáxia elíptica (E) localizada na direcção da constelação de Grus. Possui uma declinação de -38° 37' 05" e uma ascensão recta de 21 horas, 31 minutos e 32,9 segundos.
A galáxia NGC 7075 foi descoberta em 4 de Setembro de 1834 por John Herschel.